# Paralacydes furcatulata
Paralacydes furcatulata är en fjärilsart som beskrevs av Van Eecke 1927. Paralacydes furcatulata ingår i släktet Paralacydes och familjen björnspinnare. Inga underarter finns listade i Catalogue of Life.